# Sasaguri
Sasaguri (jap. 篠栗町 Sasaguri-machi) – miasto w Japonii, na wyspie Kiusiu, w prefekturze Fukuoka. Według danych na rok 2020 miejscowość zamieszkiwało 31 209 mieszkańców , a gęstość zaludnienia wyniosła 801,7 os./km².